# Ibtihaj Muhammad
Ibtihaj Muhammad, född 4 december 1985 i Maplewood i New Jersey, är en amerikansk fäktare.
Muhammad blev olympisk bronsmedaljör i sabel vid sommarspelen 2016 i Rio de Janeiro.
Hon är uppväxt i Maplewood i New Jersey och började fäktas vid 12 års ålder. År 2016 uppmärksammades Ibtihaj Muhammad då hon blev den första amerikanen någonsin att representera USA vid de olympiska spelen iklädd hijab. Samma år placerade Time Magazine henne på sin lista Time 100 som varje år listar de mest inflytelserika personerna i världen.